# Med (album)
Med (rusky Мёд) (také známý jako rusky Без названия česky Bezejmenný) je šesté studiové album ruského písničkáře Nikolaje Noskova.

## O albu
Album bylo nahráno v Německu, ve studiu producenta Horsta Schnebela, který produkoval umělce, jako je Xavier Naidoo a Bad Boys Blue. Píseň „Исповедь“ (Zpověď) z alba Дышу тишиной (Dýchám mlčení) přepracoval. Píseň „Ночь“ (Noc), který složil jeho rádce David Tuhmanov, prvně nahraný po 28 letech. Nahrávka písně „Мёд“ (Med) dvěma členy německé kapely De-Phazz Oli Rubov a Bernd Windisch. Licencované verze alba prodalo jen na svých koncertech.

## Seznam skladeb
1. Без названия (Bezejmenný)
2. Озера (Jezera)
3. Ночь (Noc)
4. Я был один (Zůstal jsem sám)
5. Исповедь (Zpověď)
6. Мёд (Med)

## Obsazení
- Aleksandr Ramus, Bernd Windisch – Kytara
- Oli Rubov - Bicí
- Nikolaj Surovcev - klavír
- orchestr Magnetic Fantasy